# Apišal

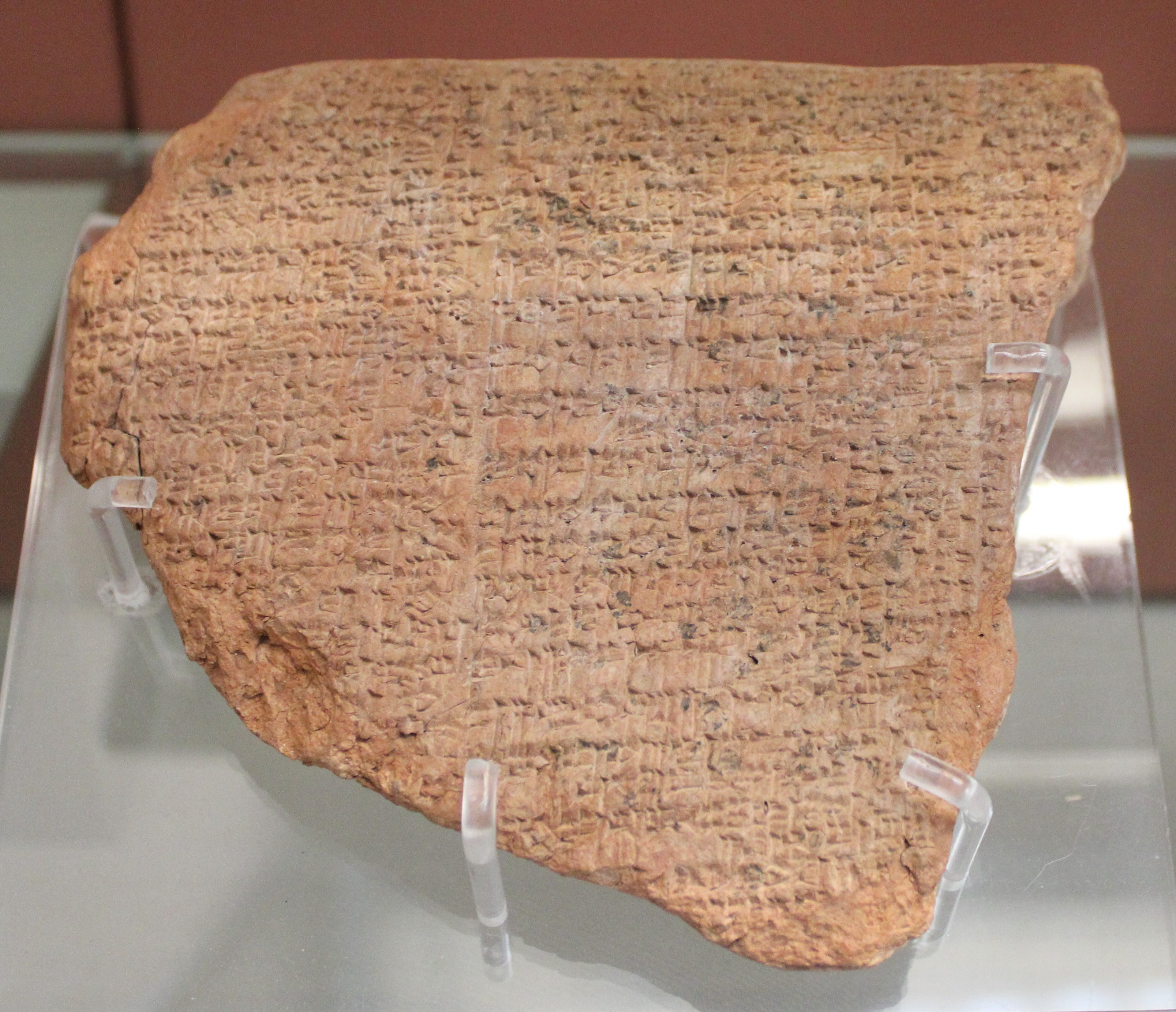
Tavoletta d'argilla con testo cuneiforme che narra la campagna di Naram-Sin ad Apišal

Apišal fu una città-stato mesopotamica, situata a nord-ovest di Akkad, che fu sottomessa da Sargon il Grande e divenne parte dell'Impero Accadico.
Un poema accadico del secondo millennio a.C. racconta che diverse città della Mesopotamia si ribellarono contro Naram-Sin di Akkad all'inizio del suo regno nel 2260 a.C. Le città erano Kix, Kutha, Kazallu, Marad, Umma, Nippur, Uruk, Sippar, i paesi Magan, i regni elamiti (Warakshe - che le iscrizioni chiamano Parahsum), Awan, Anshan, Xeriku (chiamato Sirihum), Mardaman e sicuramente anche Zahara o Zakhara (forse Apirak), il paese di Simurrum, Namar, Apišal e Mari. Sebbene il poema dica che tutte le rivolte scoppiarono simultaneamente, è possibile che ciò non sia vero e che altre città stato vi abbiano partecipato nel corso degli anni, ma Naram-Sin le sconfisse tutte e mantenne unito l'impero.